# 圣塞尔南德拉巴尔德
圣塞尔南-德拉巴尔德（法語：Saint-Cernin-de-Labarde，法語發音：[sɛ̃ sɛʁnɛ̃ də labaʁd]）是法国多尔多涅省的一个市镇，属于贝尔热拉克区。

## 地理
圣塞尔南-德拉巴尔德（44°45'51"N, 0°34'20"E）面积11.39 平方千米，位于法国新阿基坦大区多爾多涅省，该省份为法国西南部内陆省份，是法國本土面积第三大的省，大致对应佩里戈尔地区，北起顺时针与夏朗德省、上维埃纳省、科雷兹省、洛特省、洛特-加龙省、吉倫特省和滨海夏朗德省接壤。
与圣塞尔南-德拉巴尔德接壤的市镇（或旧市镇、城区）包括：圣欧班德朗凯、蒙萨盖勒、布尼亚格、伊西雅克、蒙马达莱斯、蒙托、科讷德拉巴尔德。
圣塞尔南-德拉巴尔德的时区为UTC+01:00、UTC+02:00（夏令时）。

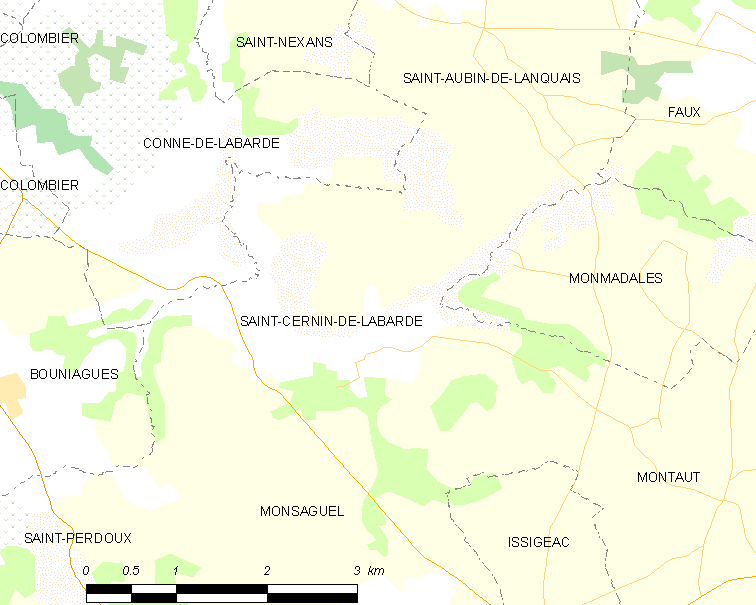
圣塞尔南-德拉巴尔德的OSM定位图

## 行政
圣塞尔南-德拉巴尔德的邮政编码为24560，INSEE市镇编码为24385。

## 政治
圣塞尔南-德拉巴尔德所属的省级选区为南贝尔热拉库瓦县。

## 人口

1962-2008年间圣塞尔南-德拉巴尔德人口变化图示

圣塞尔南-德拉巴尔德于2022年1月1日时的人口数量为226人。